# Gavilea araucana
Gavilea araucana là một loài thực vật có hoa trong họ Lan. Loài này được (Phil.) M.N.Correa mô tả khoa học đầu tiên năm 1956.

## Hình ảnh

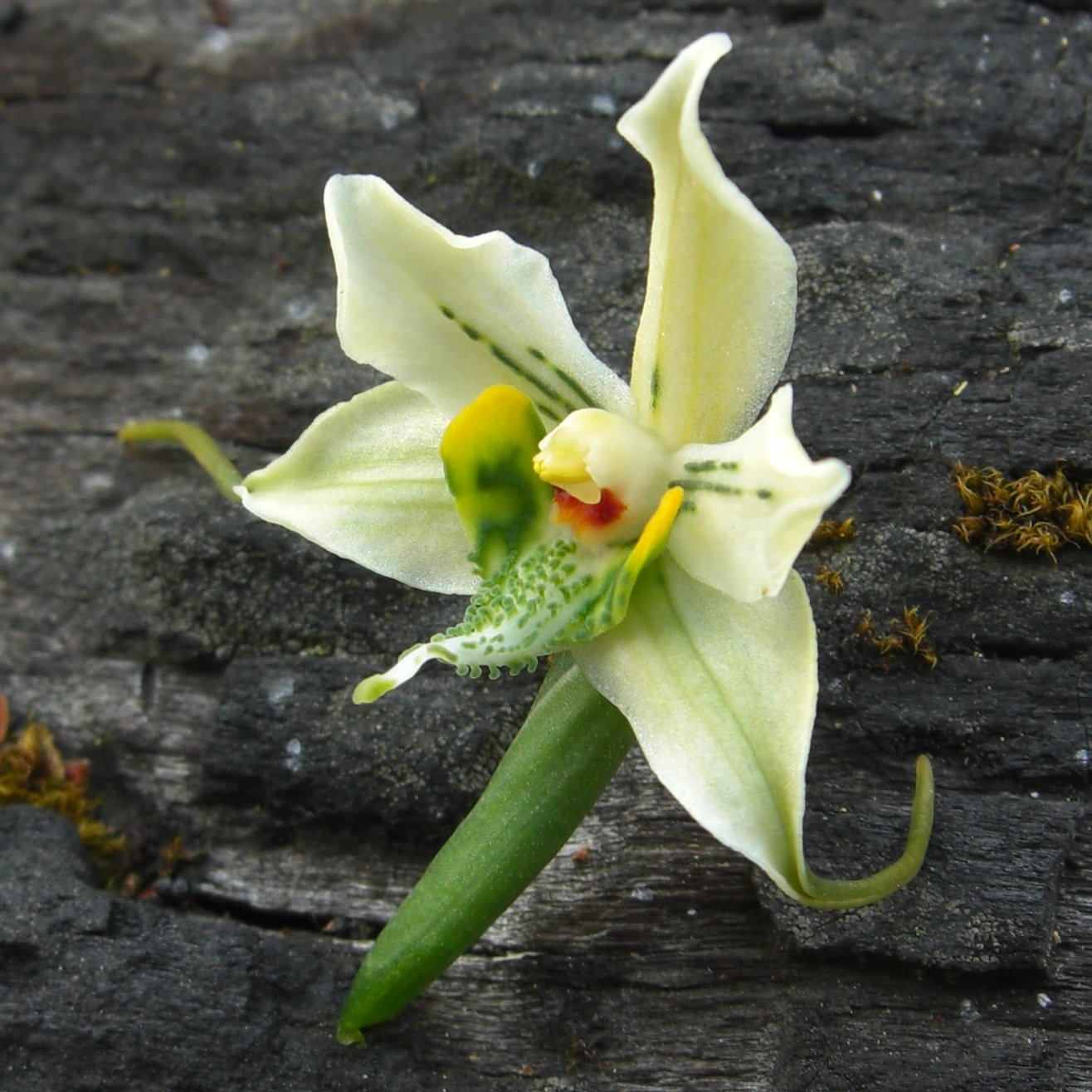
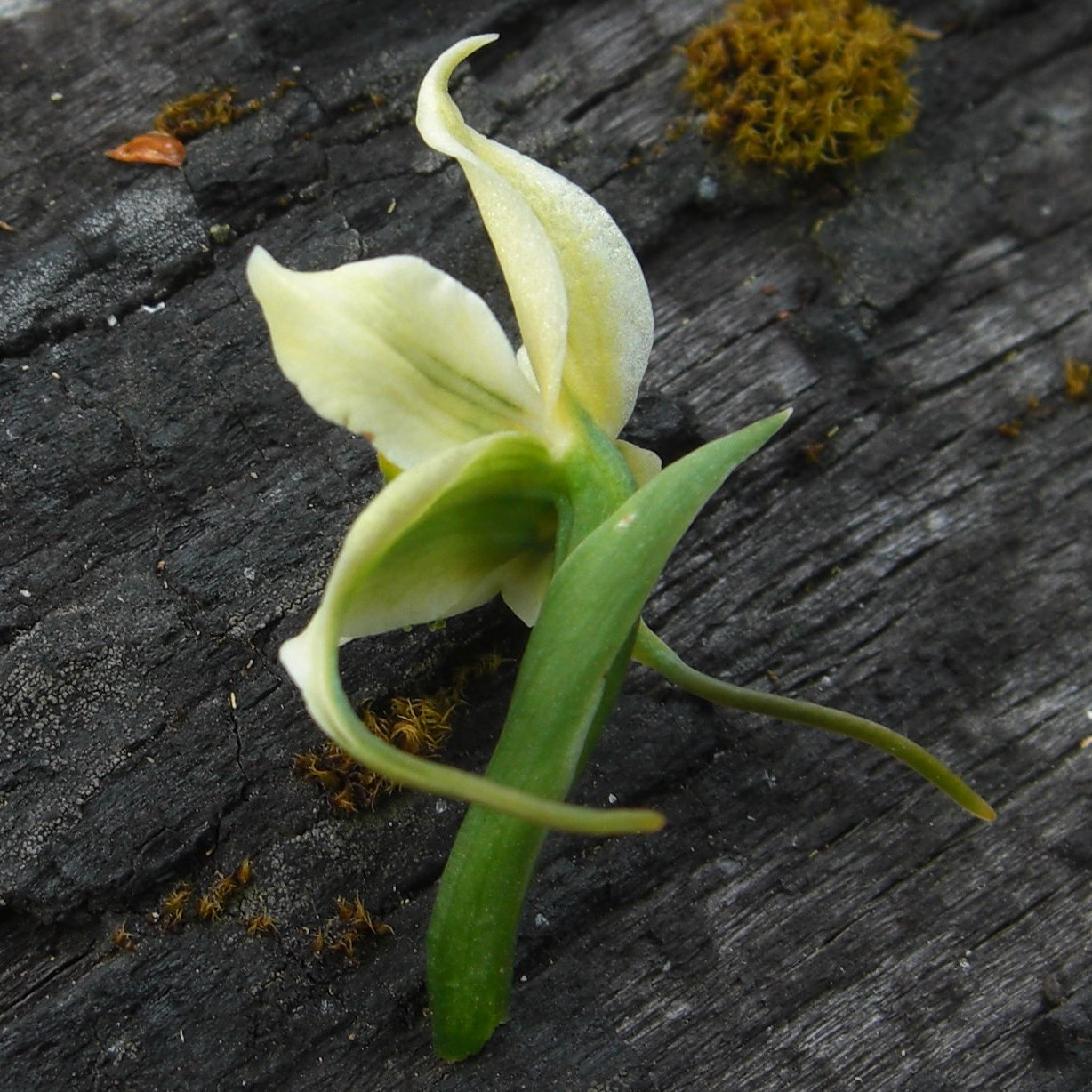
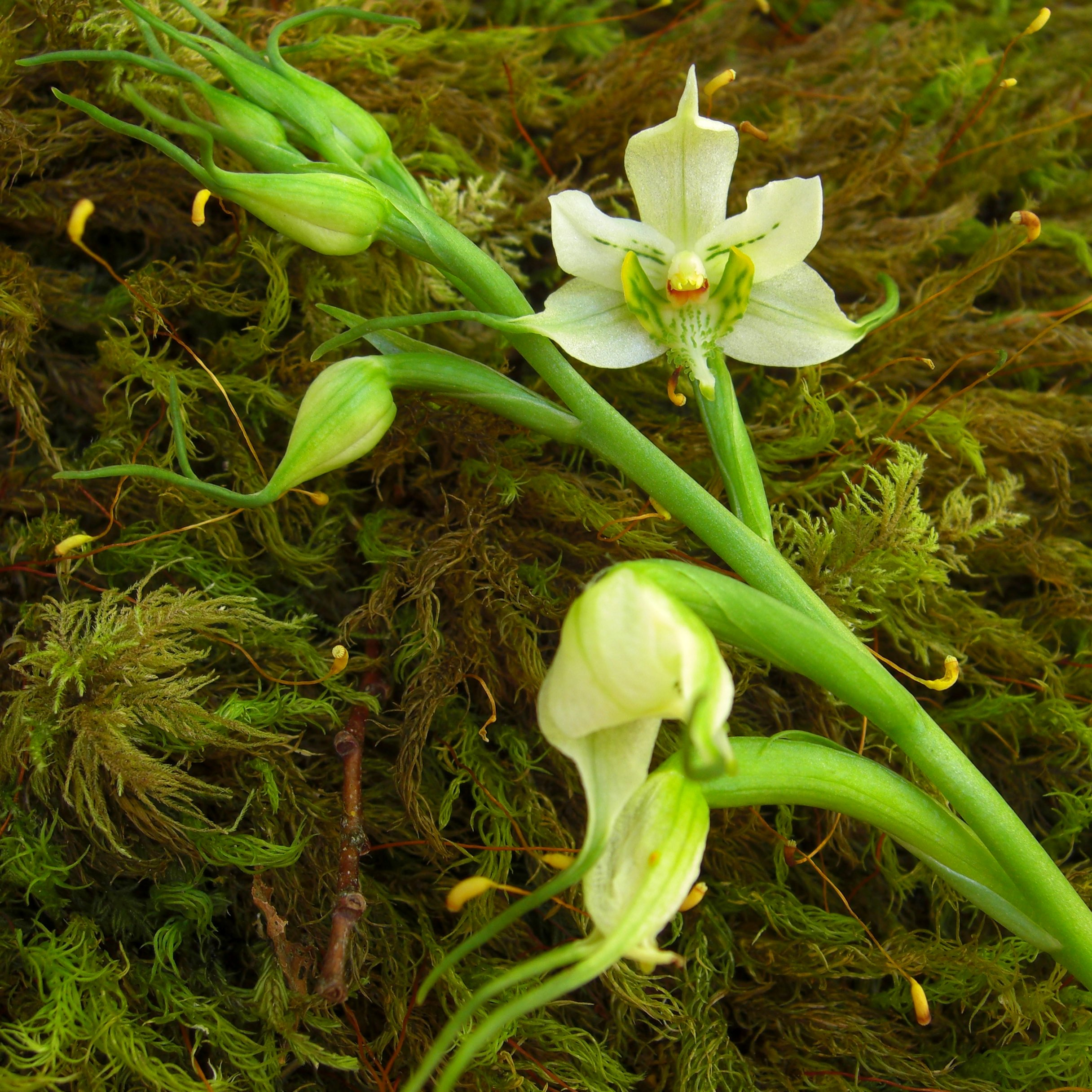